# Beppe Wolgers
John Bertil (Beppe) Wolgers (Stockholm, 10 november 1928 – Östersund, 6 augustus 1986) was een Zweeds acteur, schrijver, componist en regisseur.
Bekend werd hij met zijn rol als de bebaarde, moedige en sterke vader Efraïm Langkous in vier films over Pippi Langkous uit eind jaren 60 naar de boeken van Astrid Lindgren. Ook was hij te zien als vader in Dunderklumpen! van Per Åhlin, waarvoor hij ook het script schreef en dat eveneens internationale bekendheid verwierf. In deze film - een combinatie van een speel- en animatiefilm met muziek van Toots Thielemans - speelden ook zijn echtgenote Kerstin Dunér, zijn zoon Jens en dochter Camilla mee.
Beppe Wolgers is twee keer getrouwd geweest en had vier kinderen. Hij overleed op 6 augustus 1986 op 57-jarige leeftijd aan een maagbloeding. Zijn tweede echtgenote Kerstin Dunér opende in 1999 in het plaatsje Strömsund een "Beppe Wolgers Museum".

## Filmografie
- 1964 - Svenska bilder
- 1967 - Hugo och Josefin
- 1969 - Oss emellan
- 1969 - Pippi Langkous
- 1969 - Pippi gaat aan boord
- 1970 - Storia di una donna
- 1970 - Pippi in Taka-Tuka Land
- 1970 - Pippi zet de boel op stelten
- 1974 - Dunderklumpen!
- 1980 - Barna från Blåsjöfjället